# Kalief Browder
Kalief Browder (* 25. Mai 1993 in der Bronx, New York City; † 6. Juni 2015 ebenda) war ein  US-amerikanischer, afroamerikanischer Jugendlicher, der zu Unrecht zu einer Haftstrafe verurteilt wurde. Er verbrachte 700 Tage in Isolationshaft und wurde vielfach misshandelt. 2 Jahre nach seiner Entlassung starb Browder nach einem wiederholten Versuch durch Suizid, er erhängte sich an einer Klimaanlage vor seinem Schlafzimmerfenster im Haus seiner Mutter.
Der Fall von Browder erregte in den Medien großes Aufsehen, wurde zur Grundlage von Aktivisten zur Reform des New Yorker Strafjustizsystems, Anlass diverser Black-Lives-Matter-Demonstrationen und war weiterhin Beweggrund von Gesetzentwürfen im Repräsentantenhaus der Vereinigten Staaten als auch von einer Durchführungsverordnung der damals im Amt befindlichen Regierung von Präsident  Barack Obama. Der Rechtsstreit wurde im Januar 2019 von New York City im Zuge einer Zivilklage mit der Familie Browder durch eine Zahlung von 3,3 Millionen US-Dollar beigelegt. 2017 wurde eine Straße in der Bronx, New York City, in „Kalief Browder Way“ umbenannt. 2017 veröffentlichte Jay-Z eine TV-Dokumentation als Miniserie mit dem Titel: Time: the Kalief Browder Story.

## Hintergründe
Browder, ein afroamerikanischer Jugendlicher, bei seiner Verhaftung 17 Jahre alt, soll einen Rucksack mit Wertgegenständen gestohlen haben. Am 15. Mai 2010 nahm die Polizei Browder und einen Freund in der Arthur Avenue, Stadtteil Belmont (Bronx) fest. Während es für Browder zunächst nach einer Routinekontrolle aussah, reagierte die Polizei auf einen Notruf eines Opfers eines Diebstahls. Obwohl er sich keiner Schuld bewusst war, und trotz der Tatsachen, dass kein Diebesgut bei ihm gefunden wurde und sich das Opfer in Widersprüchlichkeiten verstrickte (der Zeitpunkt der Straftat variierte zwischen dem Tag der Anzeige und 14 Tagen in der Vergangenheit) folgte Browder der Polizei, auch weil ihm eine Freilassung am selben Tag zugesagt wurde. Obwohl die Staatsanwaltschaft die Anschuldigungen nicht beweisen konnte, verbrachte Browder mehrere Jahre Haft im Robert N. Davoren Center (RNDC) auf Rikers Island. (Lt. einem Staatsanwalt der Vereinigten Staaten für den südlichen Bezirk von New York, einem Ort „tiefsitzender Kultur der Gewalt“). Kalief Browder wurde in der Folge Opfer von Gefängnisgewalt (ausgehend sowohl von Wärtern als auch von Insassen). Deshalb, und aufgrund seiner Versuche sich derer zu erwehren, verbrachte Browder fast zwei Jahre in Einzelhaft, meist nach Kämpfen mit Insassen. Browder sagte später, dass er in Einzelhaft von Justizvollzugsbeamten beim Duschen geschlagen wurde. Er sagte auch, verbale Konfrontationen mit einer Wache würden zu körperlichen Auseinandersetzungen eskalieren.

## Folgen
Nach div. Selbstmordversuchen (die ersten während seiner Haft) erhängte sich Browder 2 Jahre nach dem Ende seiner Haft im Haus seiner Mutter.
Neben der ausführlichen Berichterstattung in vielen namhaften Medien wurde der Fall in einer mehrteiligen Dokuserie, veröffentlicht von Jay-Z in Zusammenarbeit mit The Weinstein Company, dargestellt. Laut Jay-Z sollte wieder mehr über Racial Profiling und Polizeigewalt berichtet werden. Der Fall von Kalief Browder war die Grundlage div. Aktionen im Zuge der Black-Lives-Matter-Bewegung. Weiterhin war er Anlass für Gesetze und Erlasse auf Bundes- sowie auf Landesebene in den Vereinigten Staaten. So unterzeichnete Präsident Barack Obama im Januar 2016 eine Durchführungsverordnung zum Verbot der Einzelhaft von Jugendlichen in Bundesgefängnissen.